# 七生みこと
七生 みこと（ななお みこと）は、日本の女性声優。以前はアトリエピーチに所属していた。主にアダルトゲームに出演している。

## 出演作品
太字は主役・メインキャラクター

### ゲーム

#### 2004年
- Noel（小日向 貴子）[1]
- SISTER〜堕落の刻印〜（修道女 他）[1]
- 妖魔受胎〜淫獄の退魔士〜（山木 繭）[1]

#### 2005年
- As you like 〜星降る夜にロマンスを〜（海堂 みちる）[1]
- 淫乱人妻アパート（阿波座 玲）[1]
- 気になるルームメイト（吉村 葉月）[1]
- クローズアップ!（片瀬 みゆき）[1]
- 女医奴隷病棟（永瀬 喜美香）[1]
- ぱいめが（山田 華子）[1]
- MAID iN HEAVEN SuperS（男の子、メイド）[1]
- 魔女っ娘ア・ラ・モードII 〜光と闇のエトランゼ〜（アエス・ブリリアント）[1]
- みらろま（聖鳳院エリカ）[1]

#### 2006年
- 義姉弟同棲〜お姉ちゃん妊娠調教〜（宮崎 美央）[1]
- 巨乳女教師精液調教（神宮 伊月）[1]
- ナオ-女囚凌辱房-（サチ）[1]
- Piaキャロットへようこそ!!G.O. 〜グランド・オープン〜（西明寺美湖）[1]
- ボンバーマン 爆風戦隊ボンバーメ〜ン（ピンクボンバー／ももボン）
- 魔ヲ受胎セシ処女ノ苦悦（羽村 亜矢）[1]
- レイプ!レイプ!レイプ!!（水原 智佐）[1]

#### 2007年
- カフェ・エハーブル〜White Version〜（橘 桔梗）[1]
- ちびちびフィアンセ（如月 なのは）[1]
- 釣☆カノジョ 〜あの娘は釣り頃、釣られ頃〜（檜前 稟、日向 葵）[1]
- 特警戦隊サイレンジャー（黒瀬 優杞（サイレン・ブラック）[1]
- ハーレム★アイランド 〜男＜女7人夏物語テーマパークは大騒ぎ〜（瀬戸 つばさ）[1]
- ぴあ雀（西明寺 美湖）[1]
- 必殺痴漢人（風間 恭子）[1]
- 凌辱! 復讐学園 〜輪姦の放課後〜（佐伯 涼子）[1]

#### 2008年
- WiZARD GiRL AMBiTiOUS（劉 鈴華）[1]
- 処女狩 〜オトメガリ〜（澤野 加那子）[1]
- 叔母さんは蜜の味（河原町 梓）[1]
- 学・校・水・着〜ザーメンプールで泳いだら〜（立花奈々海）[2]
- 今夜はどの娘とらぶいちゃえっち?〜ツンクールからお姉ちゃんまでNorn15作品えっち選り取りベストセレクション〜（久遠 瑛理子、エレオノラ・マイエル、一色 麻里奈）[1]
- 熟女教師は蜜の味（嵐山 仁美）[1]
- とらぶる☆魔女試験 〜会長様と天然っ子は魔女姉妹! 中出しエッチで魔力補給をお手伝い!〜（久遠 瑛理子）[1]
- Nightmare Knight 〜淫辱のレジスタンス〜（アイシャ＝ド＝ミリエール）[1]
- はらはらフィアンセ 〜貴方を争奪! 姫様とお姉ちゃんの懐妊レース!!〜（エレオノラ・マイエル）[1]
- Pia♥キャロットへようこそ!!G.O.SPECIAL EDITION（西明寺 美湖）[1]
- 孕ませ王 -ハラマセキング-（リゼット＝ケッセルリンク）[1]
- マジカル熟女・神荻葉子（伊良賀 アゲハ）[1]
- ミンナノウタ〜Everyone's song〜（司会のお姉さん、リポーター、クラス委員）[1]
- リリカルDS（聖鳳院 エリカ）[1]

#### 2009年
- あの蒼い海より（神谷実）[1]
- あまあねプリンセス・イリーナと南国王宮子作り 〜私の子宮で全部受け止めてあげる♪貴方の赤ちゃんが欲しいの〜（サヤカ・カレスティア）[1]
- 麗しの聖女神セシルを救う中出し新婚生活! 〜甘えていいから…貴方の子種をたくさん子宮に注いで?〜（玲羽）[1]
- エルフ妻とラブイチャおめでた生活〜濃いミルク飲んで飲まれてもう一人作りましょ♪〜（新藤 エレナ）[1]
- お稲荷さまとダダ甘子作り婚 〜抜いちゃダメ!たくさん出してお姉さんの子宮いっぱいにしてくださいね♪〜（玲羽）[1]
- お堅いお嬢さま教師は巨乳妻 〜夫婦の証にあなたの精子で孕ませなさいっ〜（一色 麻里奈）[1]
- 紫電〜円環の絆〜（受付嬢、生徒、老人）[1]
- 素直クールプリンセス・サヤカと南国王宮子作り 〜抜いちゃヤだ…赤ちゃん出来るまで子宮に出して欲しい〜（サヤカ・カレスティア）[1]
- フェイクアズール・アーコロジー（水野）[1]
- 魔法少女の大切なこと。（魔法少女ミミタン、女子、女医）[1]
- 凛々しき武神玲羽と甘ラブ中出し生活!〜私と子を為してくれ…恩義にはこの身体で誠心誠意応えよう〜（玲羽）[1]
- 若妻徹底凌辱! 〜愛する夫の目の前で〜（松原 里沙）[3]

#### 2010年
- 姉キット〜Hなお姉ちゃんいりませんか?〜（美咲）[1]
- 俺のタマノコシに乗ってくれ 〜従妹とメイドと後輩と先輩と先生と〜（柊 香耶子）[1]
- 女戦士セラスは踊り子に転職した! 〜は、恥ずかしくて死んでしまいたいッ…エッチなダンスなんて誰がするか!〜（セラス）[1]
- JINKI EXTEND Re:VISION（黄坂南）[1]
- 新婚寝取られ生活 〜ごめんなさい、あなた。婚約、結婚、出産、ずっと私はおじさんに…〜（大塚 美枝子）[1]
- ぜったい遵守☆強制子作り許可証!!（珠瀬紅葉）[1]
- 肉欲人妻（中久保 ひなの）[1]
- Happy Wardrobe（椎名）[1]
- 保健室の優しい授業（長岡 陶子）[1]
- 魔法少女アイリス（アイリス）[1]
- 魔法少女ウリム（母、同級生）[1]
- 女神様パラダイス!女神に天使に悪魔12キャラ総集編 〜わたし達にたっぷり中出ししてください!〜（玲羽）[1]

#### 2011年
- 秋風ぱーそなる -俺と僕と彼女の○○-（高橋香織）[1]
- アルテミスブルー（コンピューター 他）[1]
- 処女と魔王とタクティクス（メルティマ）[1]
- 必殺痴漢人II（黒瀬 優杞）[1]
- 勇者と彼女に花束を（シンシア・エルト・セレスティア）[1]
- ずっと! 女装で孕ませてっ（神代 乃亜）[4]

### CD
- 『みらろま・ドラマCD』（聖鳳院 エリカ）[1]

### OVA
- 気になるルームメイト（吉村 葉月）[1]
- レイプ!レイプ!レイプ!（水原 智佐）[1]